# Pangai

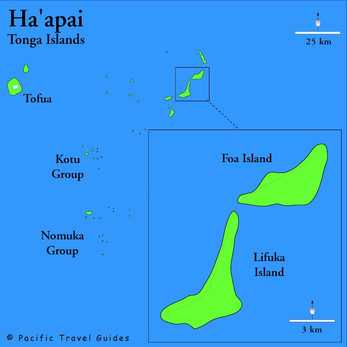
Souostroví Ha'apai. Pangaj je na západním pobřeží jižního ostrova

Pangai je město ve státě Tonga, desáté nejlidnatější město v zemi. Nachází se na západním pobřeží ostrova Lifuka a je hlavním sídlem souostroví Ha'apai. Žije zde přibližně 2000 obyvatel. V centru obce se nachází katolický kostel, rovněž je zde několik dalších historických památek a domů v koloniálním stylu. Dále se zde nachází několik obchodů, a tržiště a banka. Přibližně pět kilometrů severně od obce se nachází letiště. V obci je rovněž přístav.